# Collatio
La Collatio, il cui titolo esteso è Lex Dei quam praecepit Dominus Dei ad Moysem (traduzione: Legge di Dio che il Signore Dio dettò a Mosè) è una breve raccolta (donde il nome abbreviato di Collatio) di testi giuridici romani e di brani di diritto mosaico, volta a dimostrare la piena compatibilità tra legge romana e legge mosaica.
L'autore dell'opera è sconosciuto, ma la maggior parte degli studiosi ne attribuisce la paternità ad un ignoto autore cristiano; altri, meno numerosi, propendono per un autore ebreo. 
Si è anche ipotizzato che si trattasse di un ebreo convertito al cristianesimo. Dato che nell'opera è presente un breve riferimento al Codice Teodosiano, bisognerebbe assumere come dies a quo il 439, data di pubblicazione del Codice, e come dies ad quem gli anni tra la fine dell'VIII e l'inizio del IX secolo, quando fu redatto il cd. Codice di Berlino, il più antico manoscritto che ne riporta il testo. 
L'opera ci è pervenuta in 16 titoli, in cui vengono trattati argomenti di diritto penale e di diritto successorio.